# 2012年夏季奧林匹克運動會射箭比賽
2012年夏季奧林匹克運動會射箭比賽於2012年7月28日至8月4日在倫敦洛德板球場中舉行。南韓代表隊在四個比賽項目奪得三面金牌，包括男子個人，女子個人及女子團體，而男子團體賽南韓隊曾經在排名賽以總分2087分打破世界紀錄。

## 比賽項目
本屆射箭比賽設有四個比賽項目，包括：
- 男子個人
- 男子團體
- 女子個人
- 女子團體

## 比賽規則
- 個人賽
  - 男女子個人賽分為排名賽、淘汰賽及決賽共3個階段，射程距離為70米。排名賽中男女子各有64名運動員，每名選手可以獲到72支箭發射機會，賽後按成績的高低排出1至64名的名次；進入淘汰賽階段，排名賽所得的1至64名的名次按配對進行對抗賽，即是第1名對第64名，第2名對第63名，如此類推。每場對抗賽有五局，每位選手每局可發射三箭，得分高者勝，勝者得兩點，平分各得一點，先得六點者勝，若五局之後，兩人點數相同，加射一箭，箭著點接近圓心者勝，勝者晉級，敗者淘汰，最後按決出冠、亞及季軍。

- 團體賽
  - 男女子團體賽分為淘汰賽和決賽兩個階段。每隊3名運動員，射程距離均為70米。淘汰賽會根據個人排名賽中3名運動員的成績之和排列出第1至16名的名次，每隊共射24支箭，分4回，每回各有6支箭，每人共射2支，限時2分鐘，獲勝隊進入下一階段比賽。決賽階段的賽制與淘汰賽相同，最後決出冠、亞軍。

以下列出本屆射箭比賽舉行預賽及決賽的日期：

## 賽程
| ● | 項目預賽 | ● | 項目決賽 |

| 7月/8月 | 25日 | 26日 | 27日 | 28日 | 29日 | 30日 | 31日 | 1日 | 2日 | 3日 | 4日 | 5日 | 6日 | 7日 | 8日 | 9日 | 10日 | 11日 | 12日 |
| ------- | ---- | ---- | ---- | ---- | ---- | ---- | ---- | --- | --- | --- | --- | --- | --- | --- | --- | --- | ---- | ---- | ---- |
| 個人    |      |      | ●    |      |      | ●    | ●    | ●   | ●   | ●   |     |     |     |     |     |     |      |      |      |
| 團體    |      |      |      | ●    | ●    |      |      |     |     |     |     |     |     |     |     |     |      |      |      |

所有時間為格林尼治標準時間（UTC+0）
| 比賽日 | 日期    | 時間         | 比賽小項 | 階段                   |
| ------ | ------- | ------------ | -------- | ---------------------- |
| 1      | 7月27日 |              |          |                        |
| 1      | 7月27日 | 9:00 - 15:00 | 女子個人 | 排名赛                 |
| 1      | 7月27日 | 9:00 - 15:00 | 男子個人 | 排名赛                 |
| 2      | 7月28日 | 9:00 - 19:00 | 男子團體 | 淘汰賽及獎牌賽         |
| 3      | 7月29日 | 9:00 - 19:00 | 女子團體 | 淘汰賽及獎牌賽         |
| 4      | 7月30日 |              |          |                        |
| 4      | 7月30日 | 9:00 - 17:40 | 女子個人 | 1/32 & 1/16 淘汰賽     |
| 4      | 7月30日 | 9:00 - 17:40 | 男子個人 | 1/32 & 1/16 淘汰賽     |
| 5      | 7月31日 |              |          |                        |
| 5      | 7月31日 | 9:00 - 17:40 | 女子個人 | 1/32 & 1/16 淘汰賽     |
| 5      | 7月31日 | 9:00 - 17:40 | 男子個人 | 1/32 & 1/16 淘汰賽     |
| 6      | 8月1日  |              |          |                        |
| 6      | 8月1日  | 9:00 - 19:00 | 女子個人 | 1/32 & 1/16 淘汰賽     |
| 6      | 8月1日  | 9:00 - 19:00 | 男子個人 | 1/32 & 1/16 淘汰賽     |
| 7      | 8月2日  | 9:00 - 16:20 | 女子個人 | 半準決賽/準決賽/獎牌賽 |
| 8      | 8月3日  | 9:00 - 16:20 | 男子個人 | 半準決賽/準決賽/獎牌賽 |

## 參賽資格
本屆奧運射箭比賽總共有128名運動員參賽，包括男女子各有64名運動員，各個國家及地區奧委會只能在個人賽派出3名男子及3名女子合共6名運動員在參加同一小項的賽事，而主辦國英國已經直接取得6個參賽名額。參賽運動員必須達到最低資格成績（MQS）才可參賽。MQS是根據選手在國際射箭聯合會舉辦的國際賽事中取得的成績而作出判定，男子及女子國際射聯輪MQS最低為1230環，而男子70米輪MQS最低為625環，女子則為600環。所有選手必須在2011年7月2日至2012年7月1日期間符合最低參賽資格。
運動員在預賽中所獲得的參賽資格並不屬於他自己，而是屬於他所代表的國家及地區奧委會，最終出戰的選手是由各國及地區奧委會根據所獲得的席位數選擇的相應數目的隊員（例如甲乙丙三名運動員為其所在奧委會獲得了三個席位，該奧委會最終可能派出丙丁戊三隊員參賽）。
團體賽規定每個國家及地區派出3名男子或女子參賽，2011年世界射箭錦標賽團體賽最佳成績首8名的國家可以獲得參賽資格，另外其他國家及地區在資格賽合共取得3名運動員參賽資格亦可以參賽。
以下列表為本屆夏季奧運會射箭比賽資格賽參賽名額分配：

## 獎牌榜
| 項目             | 金牌                                                              | 银牌                                                      | 铜牌                                         |
| 男子個人（詳細） | 吴真爀（韩国）                                                    | 古川高晴（日本）                                          | 戴小祥（中国）                               |
| 女子個人（詳細） | 奇甫倍（韩国）                                                    | 艾達·阿洛尤（墨西哥）                                     | 瑪麗安娜·馬汀尼茲（墨西哥）                  |
| 男子團體（詳細） | 意大利（ITA） · 毛羅·內斯波利 · 馬爾科·加利亞佐 · 米凯莱·弗兰吉利 | 美国（USA） · 杰克·卡明斯基 · 雅各布·伍克 · 布雷迪·埃利森 | 韩国（KOR） · 林東賢 · 金法民 · 吳真爀       |
| 女子團體（詳細） | 韩国（KOR） · 奇甫倍 · 李成震 · 崔玄姝                            | 中国（CHN） · 程明 · 方玉婷 · 徐晶                        | 日本（JPN） · 早川漣 · 蟹江美貴 · 川中香緒里 |

## 各國獎牌榜
| 排名                     | 国家 / 地区              | 金牌 | 銀牌 | 銅牌 | 总计 |
| ------------------------ | ------------------------ | ---- | ---- | ---- | ---- |
| 1                        | 韩国                     | 3    | 0    | 1    | 4    |
| 2                        | 意大利                   | 1    | 0    | 0    | 1    |
| 3                        | 中国                     | 0    | 1    | 1    | 2    |
| 3                        | 日本                     | 0    | 1    | 1    | 2    |
| 3                        | 墨西哥                   | 0    | 1    | 1    | 2    |
| 6                        | 美国                     | 0    | 1    | 0    | 1    |
| 总计（共6个国家 / 地区） | 总计（共6个国家 / 地区） | 4    | 4    | 4    | 12   |

## 外部連結
- 官方网站（英文）